# شاهزاده سرکش (خاندان اژدها)
«شاهزادهٔ سرکش» (به انگلیسی: The Rogue Prince) دومین قسمت از فصل اول سریال تلویزیونی درام فانتزی خاندان اژدها از اچ‌بی‌او است که نخستین بار در ۲۸ اوت ۲۰۲۲ پخش شد. این قسمت توسط خالق سریال رایان کندال نوشته شده و گرگ یاتانیس کارگردانی آن را بر عهده داشته‌است.

## داستان

### در استپ‌استونز
شاهزاده دریاسالار کراگاس درهار، معروف به کرب فیدر (Crab Feeder؛ تغذیه‌کنندهٔ خرچنگ)، به دستور تری‌آرچی، اتحادی از شهرهای آزاد اِسوس، سربازان وستروسی را در استپ‌استونز به پست‌ها میخکوب می‌کند و آن‌ها را رها می‌کند تا توسط خرچنگ‌ها زنده خورده شوند.

### در کینگر لندینگ
شش ماه از انتخاب رینیرا به عنوان وارث گذشته‌است. لرد کورلیس ولاریون، ارباب کشتی‌ها، از شورای کوچک می‌خواهد که به نابودی چهار کشتی وستروسی توسط تری‌آرچی واکنش انجام دهند. پیشنهاد رینیرا برای نشان‌دادن قدرت در برابر کراگاس رد می‌شود و او به انتخاب یک شوالیهٔ جدید برای کینگز گارد تنزل می‌یابد. او سِر کریستون را بدون توجه به عدم حمایت سیاسیِ او، برای تجربهٔ رزمی‌اش انتخاب می‌کند.
شورای کوچک، پادشاه ویسریس را تحت فشار قرار می‌دهد تا برای ادامهٔ نسل سلطنتی خود مجدداً ازدواج کند، که وضعیت جانشینی رینیرا را به خطر می‌اندازد. آلیسنت های‌تاور به اصرار پدرش با ویسریس مخفیانه ملاقات می‌کند و به او توصیه می‌کند که با رینیرا دربارهٔ مرگ ملکه اِما و انتظارش برای ازدواج مجدد صحبت کند. کورلیس و رینیس به ویسریس پیشنهاد می‌کنند که خانه‌های بیگانهٔ خود را با ازدواج با دختر دوازده ساله خود، لیدی لِنا، متحد کنند.
شورای کوچک متوجه می‌شود که دیمون، که قبلاً دراگون‌استون را تصرف کرده بود، تخم اژدها را که برای شاهزاده بیلون در نظر گرفته شده بود، دزدیده و قصد خود را برای ازدواج با میساریا، که به ادعای او باردار است، اعلام کرده‌است. اتو، ویرسیس را متقاعد می‌کند که به او اجازه دهد با دیمون مقابله کند.

### در دراگون‌استون
دیمون، دراگون‌استون را اشغال کرده که توسط سربازان وفادار شنل طلایی حمایت می‌شود. در حالی که که یک خون‌ریزی در حال وقوع است، رینیرا با اژدهای خود، سیراکس، به دراگون‌استون پرواز می‌کند و تخم را از دیمون به‌طور مسالمت‌آمیز پس می‌گیرد.

### در کینگر لندینگ، بازگشت
نافرمانی رینیرا، پادشاه را خشمگین می‌کند و باعث بحثی صمیمانه در مورد ملکه اِما و ازدواج مجدد او می‌شود. در نهایت، ویسریس اعلام می‌کند که با آلیسنت ازدواج خواهد کرد، که هم رینیرا و هم کورلیس را شوکه کرده و خشمگین می‌کند.

### در دریفت‌مارک
کورلیس با ملاقات مخفیانه با دیمون، پیشنهاد می‌کند که با هم همکاری کنند تا استپ‌استونز را پس بگیرند و از موفقیت به نفع خود استفاده کنند.

## بازخورد

### رتبه‌بندی
اچ‌بی‌او علام کرد که «شاهزاده سرکش» در نخستین روز انتشار ۱۰٫۲ میلیون بیننده در ایالات متحده داشته‌است، که افزایشی ۲ درصدی نسبت به تعداد نمایش روز نخست از اپیزود قبلی («وارثان اژدها») را نشان می‌دهد.

### پاسخ انتقادی
در وبسایت بازبینی‌خوانی راتن تومیتوز، ۸۴٪ از ۹۱ بررسی منتقدین مثبت است و این قسمت میانگینِ امتیاز ۷٫۴/۱۰ را در اختیار دارد. اجماع این وبسایت چنین می‌نویسید: «تخم‌های دزدیده‌شدهٔ اژدها و خواستگاری‌های ناخوشایند به یک اپیزود می‌انجامد که برای پایه‌گذاری بنیاد طراحی شده تا خیره‌کردن به خودش، اما «شاهزاده سرکش» در لانه‌سازیِ درگیری‌های آب‌دار موفق می‌شود.» جنا شرر از ای. وی. کلاب با درجه‌بندی «+C»، این اپیزود را «گفتگویی» نامید و گفت که «۸۵ درصد آن را دسیسه‌های درباری» تشکیل می‌دهد. شرر از رویارویی بین دیمون و رینیرا در دراگون‌استون تمجید کرد و نوشت که نمایش «به شدت به صحنه‌های بیشتری [مانند آن] نیاز دارد»، زیرا تمرکز سریال بر گفتگوها و دسیسه‌های قصر در حال تبدیل‌شدن به چیزی «کسل‌کننده» بود.